# Christiane Amanpour
Christiane Maria Heideh Amanpour Embaixador(a) da boa vontade da UNESCO (Londres, 12 de janeiro de 1958; persa: کریستیان امانپور) é uma jornalista e apresentadora de televisão britânico-iraniana. Amanpour é âncora chefe internacional da CNN e apresentadora do programa noturno de entrevistas Amanpour da CNN International. Ela também é apresentadora do programa Amanpour & Company, uma versão com duração estendida de seu programa homônimo, no canal PBS.

## Carreira

### Na CNN
Em 1983, Amanpour foi contratada pela CNN como assistente internacional em Atlanta, Geórgia. Durante seus primeiros anos como correspondente, Amanpour cobriu a Guerra Irã-Iraque, o que a levou a ser transferida em 1986 para a Europa Oriental onde cobriu a dissolução do Comunismo europeu. Em 1989, foi transferida para Frankfurt, na Alemanha Ocidental, de onde trabalhou com reportagens sobre as revoluções democráticas que movimentavam o continente à época. Já no início de 1990, Amanpour tornou-se correspondente em Nova Iorque.
Após a ocupação do Kuwait pelo Iraque em 1990, as reportagens de Amanpour sobre a Guerra do Golfo Pérsico renderam-lhe notoriedade além de elevar o patamar da cobertura de notícias internacional. Logo depois, Amanpour cobriu a Guerra da Bósnia e outras zonas de conflitos. Por conta de sua carga emocional em Sarajevo durante o Cerco de 1992, foi duramente criticada por opositores e público, que questionaram sua objetividade profissional alegando que a muitos de seus trabalhos favoreciam os islâmicos bósnios. Amanpour responde dizendo que "em algumas situações, não se pode ser neutro". A repórter ganhou fama internacional por sua postura destemida em meio as zonas de conflito da Guerra do Golfo.
De 1992 a 2010, Amanpour foi correspondente-chefe internacional da CNN, assim como âncora de Amanpour, um programa televisivo diário exibido entre 2009 e 2010. Amanpour realizou reportagens em locais e momentos de extrema tensão, incluindo Iraque, Afeganistão, Palestina, Irão, Israel, Somália, Ruanda, Balcãs, e os Estados Unidos durante o Furacão Katrina. Além de seu trabalho em reportagens, a jornalista também produziu entrevistas exclusivas com diversos líderes mundiais, incluindo os presidentes iranianos Mohammad Khatami e Mahmoud Ahmadinejad, assim como presidentes do Afeganistão, Sudão e Síria, entre outros. Após os Ataques de 11 de setembro de 2001, foi a primeira correspondente internacional a entrevistar o Primeiro-ministro britânico Tony Blair, o Presidente francês Jacques Chirac e o Presidente paquistanês Pervez Musharraf. Outras entrevistas de grande destaque foram produzidas com Hillary Clinton, Nicolás Maduro, Hassan Rouhani e Muammar Gaddafi.
Também entrevistou Constantino II da Grécia, Reza Pahlavi, Ameera al-Taweel e a atriz Angelina Jolie.
De 1996 a 2005, Amanpour foi contratada pelo criador do 60 Minutes, Don Hewitt, para produzir uma série de cinco reportagens especiais, pelas quais recebeu o Prêmio Peabody em 1998.

### Tensão com Arafat
Reputada em sua profissão, a jornalista passou por momentos memoráveis e tensos em sua carreira, um dos quais em uma entrevista via fone ao vivo pela CNN com Yasser Arafat, durante o cerco a seu conglomerado em março de 2002.
Em tom nervoso, Arafat disse: «Ora, você está me perguntando por que estou sob cerco completo? Ora, você é uma jornalista excepcional, respeite sua profissão!», e completou: «Seja precisa quando estiver falando com o general Yasser Arafat. Cale-se!», encerrando a chamada bruscamente com o telefone no gancho, deixando a jornalista numa situação desconfortável, ao vivo.

### ABC News
Em 18 de março de 2010, Amanpour anunciou que deixaria a CNN para a ABC News, onde seria ancora do This Week. Ela disse: "Estou emocionada por fazer parte da equipe incrível da ABC News. Ser convidada para ancorar o This Week dentro da excelente tradição iniciada por David Brinkley é uma tremenda e rara honra, e eu estou ansiosa para discutir as grandes questões nacionais e internacionais do dia. Deixo à CNN com o maior respeito, amor e admiração pela empresa e por todos que trabalham aqui. Essa tem sido minha família e empreendimento compartilhado nos últimos 27 anos, e estarei eternamente grata e orgulhosa de tudo o que realizamos." Ela apresentou sua primeira transmissão em 1 de agosto de 2010.
Durante seus dois primeiros meses como apresentadora, as avaliações do This Week atingiram seu ponto mais baixo desde 2003. Em 28 de fevereiro de 2011, ela entrevistou Muammar al-Gaddafi e seus filhos Saif al-Islam e Al-Saadi al-Gaddafi.
Em 13 de dezembro de 2011, a ABC anunciou que Amanpour deixaria seu cargo como âncora do programa da ABC News This Week em 8 de janeiro de 2012 e retornaria à CNN International, onde trabalhou 27 anos, mantendo um papel de repórter na ABC News.

### Retorno à CNN
Um dia depois, em 14 de dezembro de 2011, em declarações da ABC e da CNN, foi anunciado que, em um "acordo único", a Amanpour começaria a apresentar um programa na CNN International em 2012, enquanto continuaria no ABC News como âncora de assuntos globais.
Mais tarde, foi revelado que, na primavera de 2012, a CNN International atualizaria sua programação, colocando novamente o programa de entrevistas Amanpour no ar. Os anúncios estreados disseram que ela retornaria à CNN International no dia 16 de abril. Seu programa de 30 minutos gravado em Nova York - que será exibido duas vezes por noite - significaria que o programa de entrevistas Piers Morgan Tonight da rede proprietária estado-unidense seria "eliminado" das 21h (Horário da Europa Central) para meia-noite.
Em 9 de setembro de 2013, o programa e a equipe foram transferidos para o escritório da CNN International e ele está sendo produzido e transmitido de Londres atualmente.
Em 7 de janeiro de 2015, Amanpour fez manchetes durante um segmento de "Breaking News" na CNN, referindo-se aos extremistas islâmicos que assassinaram os 12 jornalistas em Charlie Hebdo como "ativistas": "Neste dia, esses ativistas encontraram seus alvos, e seus alvos eram jornalistas. Esse foi um ataque claro à liberdade de expressão, à imprensa e à sátira".